# وحيد في الظلام (فلم)
وحيد في الظلام (بالإنجليزية: Alone in the Dark)، هو فيلم رعب تم إنتاجه في الولايات المتحدة وكندا وألمانيا، وصدر سنة 2005، من بطولة كريستين سلاتر وتارا ريد، وهو مقتبس من لعبة تحمل نفس الاسم .

## القصة
إدوارد كارنبي بروفيسير متخصص في الظواهر الغير طبيعية الخارقة للطبيعة، والمخيفة، يحقق في وفاة أحد أصدقائه نتيجة تعرضه لصدمة ورعب لا قبل له به من جزيرة الأشباح، يقرر الاستعانة بأحد علماء الأنثروبيولوجي من خلال السفر إلى القرن الواحد والعشرين من أجل حل اللغز المميت.

## الميزانية والإيرادات
كلف الفيلم 20 مليون دولار أمريكي، و حقق أرباح تقدر بـ 10.4 مليون دولار أمريكي.

## روابط خارجية
- مقالات تستعمل روابط فنية بلا صلة مع ويكي بيانات